# ریزلوله

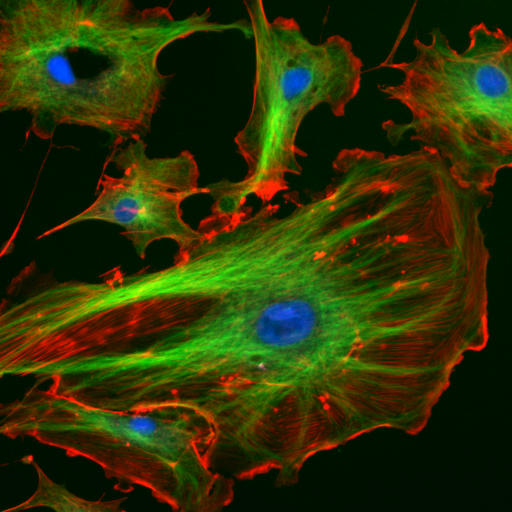
چارچوب یاخته در هوهسته‌ای‌ها. ریزرشتهها به رنگ سرخ، ریزلوله‌ها به رنگ سبز، و هسته یاخته به رنگ آبی نشان داده شده‌است.

ریزلوله (به انگلیسی: microtubule) یا میکروتوبول یکی از اجزای چارچوب یاخته می‌باشند. ریزلوله‌ها لوله‌هایی توخالی، از جنس پروتئین هستند. این لوله‌ها به قطر ۲۵ نانومتر و در طول‌های مختلف از ۲۰۰ نانومتر تا ۲۵ میکرومتر هستند.
پروتئین اصلی سازندهٔ ساختار ریزلوله‌ها توبولین است.
ریزلوله‌ها به عنوان اجزای ساختاری یاخته‌ها در بسیاری از کارهای آنها مانند رشتمان، تقسیم سیتوپلاسم و جابه جایی و ترابری ریزکیسه‌ها شرکت می‌کنند.
بسیاری از اجزای یاخته نیز از جنس ریزلوله‌ها هستند مانند: دوک تقسیم، میانک‌ها و…
کافنده تنها در یاخته‌های گیاهی، جانوری و تک یاخته ای‌ها وجود دارند. باکتری‌ها کافنده تن ندارند. کافنده تن‌ها را در حکم کیسه‌های خودکشی یا نارنجک درون یاخته ای می‌نامند که تخریب غشای آن می‌تواند موجب تجزیه مواد و اجزای درون یاخته و در نتیجه کافنده تن‌ها از غشا و سیتوزول حاوی آنزیم‌های مختلف تشکیل شده‌است.
چهار نوع کافنده تن در نظر گرفته می‌شود که یکمی کافنده تن اولیه (نخستین) و سه تای بعدی کافنده تن ثانویه (دومین) خوانده می‌شوند.
نقش‌های کافنده تن:
گوارش درون یاخته ای: مواد گوناگون به روش‌های درشت خواری و اتوفاژی به کافنده تن‌ها می‌رسند. گوارش آنها توسط آنزیم‌های کافنده تنی و درون آنها صورت می‌گیرد و مواد حاصل از گوارش با عبور از غشای کافنده تن به سیتوزول می‌رسند و مسیر سوخت و ساز خود را می‌گذرانند.
گوارش برون یاخته ای: برای مثال یاخته‌های استخوان خوار (استئوکلاستها) که در مغز زرد استخوان قرار دارند با آزاد کردن آبکافت کننده‌های کافنده تنی موجب تخریب یاخته‌های استخوانی می‌شوند.
دخالت در تمایز یاخته ای و از بین بردن اندامک‌ها
دخالت در پدیده اتولیز و مبارزه با فقر غذایی
دخالت در ایمنی یاخته‌ها: کافنده تن‌ها باکتری‌ها و ویروس‌های وارد شده به یاخته را توسط آنزیم‌های خود تخریب می‌کند و از بین می‌برد.
تجمع مواد سمی از جمله جیوه در کافنده تن‌ها
کافنده تن‌های گیاهی با داشتن آنزیم‌های مختلف از جمله آلفا آمیلاز، نوکلئازها در گوارش درون یاخته ای و برون یاخته ای و فرایندهای رشد و نمو دخالت دارند.
ساختمان ریزلوله‌ها:
ریزلوله‌ها بزرگترین رشته اسکلت یاخته ای هستند و از دو نوع پروتئین توبولین(Tubulin) آلفا و بتا ساخته شده‌اند. یک ریزلوله از ۱۳ پروتوفیلامنت(Protofilament) موازی ساخته شده که هر کدام به صورت دو زنجیره آلفا و بتا می‌باشد (یک مولکول توبولین آلفا و یک مولکول توبولین بتا). این ۱۳ پروتوفیلامنت در هم پیچیده‌اند تا یک ریزلوله با مرکز خالی ایجاد شود. هم‌چنین تعداد زیادی از پروتئین‌های دیگر جهت تنظیم تجمع و عدم تجمع ریزلوله‌ها، به آنها پیوسته‌اند.

## کارکرد
- آن‌ها وزیکول‌ها، گرانول‌ ها اندامک‌هایی مانند میتوکندری و کروموزوم‌ها را از طریق پروتئین‌های وصل کننده خاصی حرکت می‌دهند.
- همراه با میکروفیلامنت‌ها  و رشته‌های میانی  اسکلت سلولی مربوط به سلول‌ها را تشکیل می‌دهند و همچنین در انواع کارکردهای حرکتی سلول شرکت می‌کنند.

به عنوان بخشی از اسکلت سلولی، میکروتوبول‌ها در موارد ذیل شرکت دارند:
- شکل دادن به سلول‌ها و غشاهای سلولی.
- حرکت سلولی که شامل انقباض در سلول‌های عضلانی و غیره است.
- انتقال اندامک‌های خاصی در درون سلول از طریق میکروتوبول
- میتوز و میوز: حرکت کروموزوم‌ها در طول تقسیم سلولی و ایجاد دوک میتوزی.

### تاریخچه
فرآیندهای توبولین و میکروتوبول‌ها، مانند حرکت سلولی، توسط میکروب شناسان اولیه مانند مشاهده شد. با این حال، ماهیت فیبری تاژک‌ها و دیگر ساختارها دو قرن بعد با میکروسکوپ‌های نوری بهبودیافته کشف شد و در قرن بیستم با میکروسکوپ الکترونی و مطالعات بیوشیمیایی تأیید شد.
سنجش‌های آزمایشگاهی برای پروتئین‌های موتور میکروتوبول مانند دینئین و کینزین با برچسب‌گذاری فلورسنت روی یک میکروتوبول و تثبیت میکروتوبول یا پروتئین‌های موتور بر روی یک اسلاید میکروسکوپ مورد بررسی قرار می‌گیرند، سپس اسلاید را با میکروسکوپ ویدیویی بهبودیافته برای ثبت حرکت پروتئین‌های موتور تجسم می‌کنند. این اجازه می دهد تا حرکت پروتئین های حرکتی در امتداد میکروتوبول در سراسر پروتئین های حرکتی حرکت کند. در نتیجه، برخی از فرآیندهای میکروتوبولی را می توان با کیموگراف تعیین کرد.